# 데이비드 앨버레즈
데이비드 앨버레즈(영어: David Alvarez, 1994년 5월 11일 ~ )는 캐나다의 배우이자 무용가이다. 뮤지컬 《빌리 엘리어트》의 브로드웨이 프로덕션에서 최초의 빌리 중 한 명으로 가장 잘 알려져 있으며 토니상 남우주연상을 최연소로 수상한 사람 중 한 명이 되었다. 앨버레즈는 아메리칸 발레 시어터에서 훈련을 받았다. 2021년에는 스티븐 스필버그 감독 영화 《웨스트 사이드 스토리》에서 베르나르도 역할을 연기하였다. 미국의 제25보병사단에서 2년간 복무한 기록도 있다.

## 출연 작품
- 웨스트 사이드 스토리 (2021)